# Ричча
Ричча (итал. Riccia) —  коммуна в Италии, располагается в регионе Молизе, в провинции Кампобассо.
Население составляет 5649 человек (2008 г.), плотность населения составляет 83 чел./км². Занимает площадь 69 км². Почтовый индекс — 86016. Телефонный код — 0874.
Покровителями коммуны почитаются Пресвятая Богородица и блаженный Августин, празднование 28 августа.

## Демография
Динамика населения:

## Администрация коммуны
- Официальный сайт: http://www.comunediriccia.it/